# Helmut Mayer
Pour les articles homonymes, voir Mayer.
Helmut Mayer, né le 4 mars 1966 à Waiern (près de Feldkirchen in Kärnten en Autriche), est un ancien skieur alpin autrichien, il est le père du triple champion olympique Matthias Mayer. 

## Palmarès

### Jeux olympiques
| Épreuve / Édition | Calgary 1988 |
| Super-G           | Argent       |
| Géant             | 7e           |

### Championnats du monde
| Épreuve / Édition | Vail 1989 |
| Géant             | Argent    |

### Coupe du monde
- Meilleur résultat au classement général : 12e en 1988
  - 1 victoire : 1 géant
  - 5 podiums

#### Différents classements en coupe du monde
| Saison / Épreuve | Saison / Épreuve | Général | Général | Slalom | Slalom | Géant  | Géant  |
| ---------------- | ---------------- | ------- | ------- | ------ | ------ | ------ | ------ |
| Saison / Épreuve | Saison / Épreuve | Class.  | Points  | Class. | Points | Class. | Points |
| 1987             | 1987             | 35e     | 37      | 10e    | 39     | -      | -      |
| 1988             | 1988             | 12e     | 78      | 3e     | 67     | 15e    | 11     |
| 1989             | 1989             | 19e     | 74      | 9e     | 39     | 8e     | 35     |
| 1990             | 1990             | 68e     | 14      | 24e    | 14     | -      | -      |
| 1991             | 1991             | 63e     | 10      | 25e    | 10     | -      | -      |
| 1992             | 1992             | 82e     | 69      | 28e    | 69     | -      | -      |
| 1993             | 1993             | 104e    | 31      | 28e    | 31     | -      | -      |
| 1994             | 1994             | 88e     | 45      | 30e    | 45     | -      | -      |

#### Détail des victoires
| Saison / Épreuve | Géant         | Total |
| 1988             | Kranjska Gora | 1     |
| Total            | 1             | 1     |